# Bram De Ly
Bram de Ly (ur. 21 stycznia 1984 w Brugii) – belgijski piłkarz występujący na pozycji obrońcy lub defensywnego pomocnika.

## Kariera klubowa
De Ly jest wychowankiem Club Brugge, jednak nigdy nie dostał się do pierwszego składu tego zespołu. W wieku 18 lat przeniósł się do klubu Torhout 1992 KM. W lipcu 2006 roku za darmo przeszedł do KV Kortrijk. Grał też w FCV Dender EH i KRC Waregem.